# Alexander Barta
Alexander Barta (Berlino, 2 febbraio 1983) è un ex hockeista su ghiaccio tedesco di ruolo centro.
Nella sua lunga carriera ha disputato oltre 1000 incontri nella Deutsche Eishockey-Liga, aggiudicandosi il titolo con gli Eisbären Berlin nella stagione 2004-2005.
Ha giocato per due stagioni anche in Svezia con i Malmö Redhawks in seconda serie e con il Rögle BK in Elitserien.
Dopo aver militato in tutte le selezioni giovanili, ha vestito a lungo anche la maglia della nazionale maggiore, disputando sette mondiali élite, uno di prima divisione e i giochi olimpici invernali di Torino 2006. Aveva annunciato il ritiro dalla nazionale nel 2014.
Anche il fratello Björn Barta è stato un hockeista professionista. I due hanno giocato insieme solo per una stagione, nel 2015-2016 con la maglia dell'ERC Ingolstadt.